# Letrouitia muralis
Letrouitia muralis är en lavart som beskrevs av Hafellner. Letrouitia muralis ingår i släktet Letrouitia och familjen Letrouitiaceae.   Inga underarter finns listade i Catalogue of Life.